# میسون مارژیلا
میسون مارژیلا (انگلیسی: Maison Margiela) شرکت کالای لوکس فرانسوی است، که در سال ۱۹۸۸ توسط مارتین مارژیلا تأسیس شد.